# Claude-Joseph Geoffroy
Pour les articles homonymes, voir Geoffroy.
Claude-Joseph Geoffroy, dit Geoffroy le Cadet, est un maître apothicaire, botaniste et chimiste français, né le 8 août 1685 à Paris et mort le 9 mars 1752 dans cette même ville.
Il est le second fils de Mathieu-François Geoffroy et de Louise de Vaux. Son frère aîné est le médecin et botaniste (source : Revue d'histoire de la pharmacie) Étienne-François Geoffroy (1672-1731). Il est le père de Claude Geoffroy le Jeune.

## Biographie
Geoffroy suit les cours de Joseph Pitton de Tournefort (1656-1708). Entre 1704 et 1705, il accomplit dans le Midi de la France un voyage dont il rapporte une riche collection de plantes et de graines. En 1708, il reprend la pharmacie de son père après la mort de ce dernier. En 1731, il est nommé inspecteur de la pharmacie de l'Hôtel-Dieu et échevin.
Il devient élève botaniste à l'Académie des sciences le 23 mars 1707, associé botaniste le 14 mai 1711, puis associé chimiste le 7 décembre 1715, enfin pensionnaire chimiste le 14 mai 1723. Le 9 juin 1715, il est nommé Fellow de la Société royale de Londres. Il fait paraître un grand nombre de mémoires dans les Recueils de l’Académie des sciences.
Il est membre de la Faculté de médecine de Paris et de l'Académie des sciences.
Étienne Louis Geoffroy (1725-1810), son neveu, établit en 1753 le Catalogue raisonné des minéraux, coquilles et autres curiosités naturelles contenues dans le cabinet de feu M. Geoffroy.

## Famille
- Étienne Geoffroy ( -Paris, 5 avril 1670), maître apothicaire, marié à le 6 février 1639 à Marie Fremin, fille de François Fremin, maître chirurgien à Paris, et de Marguerite Roussel[2],
  - Mathieu-François Geoffroy (1644-1708), marié à Louise de Vaux ou Devaux),
    - Étienne-François Geoffroy (1672-1731), ou Geoffroy l'aîné,
      - Étienne Louis Geoffroy (1725-1810)

    - Claude-Joseph Geoffroy (1685-1752), ou Geoffroy le cadet,
      - Claude-François Geoffroy (1729-1753), ou Geoffroy le jeune.

## Publications

### Listes de publications
- « Geoffroy, Cl.-Jos. » sur Google Livres, dans Joseph-Marie Quérard, La France littéraire ou dictionnaire bibliographique des savants […], Firmin Didot père et fils, 1829, p. 31764 mémoires
- « A. C. », Liste d’œuvres et de communications  sur Google Livres, dans Amédée Dechambre, Dictionnaire encyclopédique des sciences médicales, vol. 43, V. Masson et Fils, 1881, p. 730

### Publications choisies
- « Observations sur les Huiles essentielles, avec quelques conjectures sur la cause des couleurs des feuilles & des fleurs des Plantes », dans Mémoires de l'Académie royale des Sciences pour l'année 1707 (1730), p. 517-526. ()
- « Observations Sur la Vegetation des Truffes », dans Mémoires de l'Académie royale des Sciences pour l'année 1711 (1730), p. 23-35. ()
- « Observations Sur la Structure & l'Usage des principales parties des Fleurs », dans Mémoires de l'Académie royale des Sciences pour l'année 1711 (1730), p. 207-230. ()Sébastien Vaillant accusera Geoffroy en 1717, dans son Discours sur la structure des fleurs, leurs différences et l'usage de leurs parties sur Google Livres, de lui avoir volé ses idées en les faisant passer pour siennes.
- « Suite des observations sur les Bézoards », dans Mémoires de l'Académie royale des Sciences pour l'année 1712 (1731), p. 199-208. ()
- « Observations Des différens degrés de chaleur que l'Esprit de Vin communique à l'Eau par son mêlange », dans Mémoires de l'Académie royale des Sciences pour l'année 1713 (1739), p. 51-52. ()
- « Observations Sur la Gomme Lacque, & sur les autres matieres animales qui fournissent la Teinture de Pourpre » sur Google Livres, dans Mémoires de l'Académie royale des Sciences pour l'année 1714 (1717), p. 121-140. ()
- « Observations sur l'Huile d'Aspic, et sur son choix », dans Mémoires de l'Académie royale des Sciences pour l'année 1715 (1741), p. 236-241. ()
- « Observations sur la nature et la composition du sel ammoniac », dans Mémoires de l'Académie royale des Sciences pour l'année 1720 (1722), p. 189-207. ()
- « Suite des observations sur la fabrique du sel ammoniac, avec sa décomposition pour en tirer le sel volatil, que l'on nomme vulgairement sel d'Angleterre », dans Mémoires de l'Académie royale des Sciences pour l'année 1723 (1753), p. 210-222. ()
- « Observations Sur un Métal qui résulte de l'Alliage du Cuivre & du Zinc », dans Mémoires de l'Académie royale des Sciences pour l'année 1725 (1727), p. 57-66. ()
- « Observations sur le Meslange de Quelques Huiles Essentielles avec l'Esprit De Vin », dans Mémoires de l'Académie royale des Sciences pour l'année 1727 (1729), p. 114-120. ()
- « Suite d'Observations sur les huiles essentielles, leur altération & la maniere de rectifier celles de certains fruits, avec un examen des changemens qui arrivent à l'huile d'anis », dans Mémoires de l'Académie royale des Sciences pour l'année 1728 (1753), p. 88-99. ()
- « Examen du Vinaigre Concentré par la Gelée », dans Mémoires de l'Académie royale des Sciences pour l'année 1729 (1731), p. 68-78. ()
- « Examen Chymique des Viandes qu'on employe ordinairement dans les Bouillons ; par lequel on peut connoître la quantité d'Extrait qu'elles fournissent, & déterminer ce que chaque Bouillon doit contenir de suc nourrissant », dans Mémoires de l'Académie royale des Sciences pour l'année 1730 (1732), p. 217-232. ()
- « Manière de préparer les extraits de certaines plantes », Histoire de l’académie royale des sciences, Année 1738, avec les Mémoires de mathématiques et de physique pour la même année, tirés des registres de cette académie, Paris, Imprimerie Royale, 1740, pp. 193-208.
- Part of a Letter from Monsieur Claud. Joseph Geoffroy, F.R.S. to David Hartley, M.A. F.R.S. Containing His Method of Making Soap-Lees and Hard Soap, for Medicinal Uses, dans Philosophical Transactions, Vol. 42 (1742), p. 71-77.